# مسجد طارق
مسجد طارق مربوط به اواخر دوره صفوی است و در شهرستان نهبندان، بخش شوسف، روستای طارق واقع شده و این اثر در تاریخ ۷ مهر ۱۳۸۱ با شمارهٔ ثبت ۶۳۷۲ به‌عنوان یکی از آثار ملی ایران به ثبت رسیده است.